# Império da Zona Norte (Santa Cruz do Sul)
Associação Beneficente e Recreativa Império da Zona Norte é uma escola de samba da cidade de Santa Cruz do Sul, Rio Grande do Sul. Foi fundada em 14 de março de 2002, desde sua fundação já conquistou em sete oportunidades o carnaval de sua cidade.

## Segmentos

### Presidentes
| Nome         | Mandato | Ref.  |
| ------------ | ------- | ----- |
| Marli Câmara | ? - ?   | [ 1 ] |

## Carnavais
| Ano                                                               | Colocação                                                         | Grupo                                                             | Enredo                                                                                              | Carnavalesco                                                      | Intérprete                                                        | Ref.                 |
| ----------------------------------------------------------------- | ----------------------------------------------------------------- | ----------------------------------------------------------------- | --------------------------------------------------------------------------------------------------- | ----------------------------------------------------------------- | ----------------------------------------------------------------- | -------------------- |
| 2003                                                              | Campeã                                                            | B                                                                 | |                                                                   |                                                                   | [ 1 ]                |
| 2006                                                              | Campeã                                                            | A                                                                 | Show das águas, a Império canta a fonte da vida                                                     |                                                                   |                                                                   | [ 4 ] [ 5 ]          |
| 2007                                                              | Campeã                                                            | A                                                                 | O homem místico. A luz do saber tem muitos caminhos                                                 |                                                                   |                                                                   | [ 6 ] [ 7 ]          |
| 2008                                                              | Campeã                                                            | Único                                                             | A dança do corpo é a festa da alma                                                                  |                                                                   |                                                                   | [ 8 ]                |
| No ano de 2009 ocorreram apresentações, porém não houve concurso. | No ano de 2009 ocorreram apresentações, porém não houve concurso. | No ano de 2009 ocorreram apresentações, porém não houve concurso. | No ano de 2009 ocorreram apresentações, porém não houve concurso.                                   | No ano de 2009 ocorreram apresentações, porém não houve concurso. | No ano de 2009 ocorreram apresentações, porém não houve concurso. | [ 9 ]                |
| 2010                                                              | Campeã                                                            | Único                                                             | Nem sublime, nem profano: Sou Humano. Império abre seu coração no Carnaval.                         |                                                                   |                                                                   | [ 2 ] [ 10 ] [ 11 ]  |
| 2012                                                              | Campeã                                                            | Único                                                             | Santa Cruz é uma Festa                                                                              |                                                                   |                                                                   | [ 12 ] [ 13 ] [ 14 ] |
| 2013                                                              | Campeã                                                            | Único                                                             | Você viu o que eu vi? Há muito mais mistérios entre o céu e a terra do que sonha nossa vã filosofia |                                                                   |                                                                   | [ 15 ]               |
| 2014                                                              | Campeã                                                            | Único                                                             | Sonho de muitos, realização de poucos: quem não sonhou em ser um milionário?                        |                                                                   |                                                                   | [ 10 ]               |
| Não desfilou em 2015.                                             | Não desfilou em 2015.                                             | Não desfilou em 2015.                                             | Não desfilou em 2015.                                                                               | Não desfilou em 2015.                                             | Não desfilou em 2015.                                             | [ 16 ]               |
| 2016                                                              | 4º lugar                                                          | Único                                                             | O Sete                                                                                              | Fernando Garibaldi                                                |                                                                   | [ 1 ] [ 17 ]         |

## Títulos
- Campeã em Santa Cruz do Sul: 2006, 2007, 2008, 2010, 2012, 2013, 2014
- Campeão do Grupo B: 2003